# Syrianska riksförbundet
Syrianska riksförbundet bildades 1978 och är en fristående och demokratisk intresseorganisation för syrianer i Sverige. Syrianska riksförbundet arbetar för att uppnå jämlikhet samt förstärka banden mellan svenskar och syrianer. Förbundet tillvaratar syrianers intresse angående språkliga, kulturella, etniska och sociala frågor. Förbundet har cirka 19 000 medlemmar och 34 underföreningar.

## Ungdomsorganisation -  Syrianska-Arameiska Ungdomsförbundet (SAUF)
Syrianska-Arameiska ungdomsförbundet bildades under den första hälften av 80-talet och var då en ungdomskommitté till Syrianska  Riksförbundet. Syrianska Ungdomskommitténs (SUK)  målsättning under de inledande åren var att anordna aktiviteter som  bevarade den arameiska-syrianska kulturen och samtidigt samla  arameiska-syrianska ungdomarna. 1992 bildades  Syrianska ungdomsförbundet (SUF) som en fristående ungdomsorganisation. Den kom senare att byta namn till Syrianska-Arameiska Ungdomsförbundet (SAUF).

## Mediekanaler
Tidskriften Bahro Suryoyo grundades av Syrianska Föreningen i Södertälje 1 januari 1979, men kom senare att övertas av Syrianska Riksförbundet. Målet var att återspegla och leda det syrianska (arameiska) folkets utveckling i det svenska samhället. Tidningen skulle även vara en plattform för dess medlemmar där politiska och sociala frågor skulle behandlas. Bahro Suryoyo tog dessutom upp ämnen som kultur, idrott och nyheter om folkgruppen. Tidningen som gavs ut en gång per månad innefattade artiklar och reportage på fem olika språk.
Webbtidningen Bahro Suryoyo lanserades som webbtidning år 2009. Webbplatsen Bahro.nu är Syrianska Riksförbundets (SRF) samt Syrianska-Arameiska Ungdomsförbundets (SAUF) språkrör i Sverige.
Syrianska riksförbundet är en av huvudmännen i den syrianska-arameiska satellitkanalen Suryoyo Sat tillsammans med bland annat Syrisk ortodoxa kyrkans ungdomsförbund, Patriarkaliska ställföreträdarskapet för syrisk-ortodoxa kyrkan i Sverige och Syrianska-Arameiska ungdomsförbundet.